# Warnebach
Der Warnebach (Warne) ist ein rechter Zufluss der Leine (Mühlengraben) in Alfeld, im Landkreis Hildesheim im südlichen Niedersachsen mit einer Länge von etwa 4 km.

## Name
Der Warnebach wurde 1462 („aldernegest der Werne“) erstmals schriftlich erwähnt. Der Name steht wohl in Zusammenhang mit dem urindogermanischen Wort *h2uer- mit der Bedeutung „feucht sein“.

## Verlauf
Der Warnebach entsteht durch den Zusammenfluss der Pfingstangerbeeke mit einem verrohrten Zufluss aus dem Wehmegrund im Ortsteil Sack der Stadt Alfeld. Er fließt durch den Ortsteil Langenholzen und die Kernstadt bis oberhalb der Parkanlagen und wird dort durch ein Teilungsbauwerk (Warneverteiler) in drei Teile aufgeteilt:
Die Warne verläuft entlang des Südwalls in westlicher Richtung und fließt vor der Mündung in die Leine unter einem Kreisverkehr hindurch. Dabei ist die Warne von der so genannten alten Brauerei bis zum Lemmerschen Garten kanalisiert.
Die Warne Stadtgraben verläuft zuerst nördlich entlang des Brauereiwalls und biegt bei einem kleinen Ententeich langsam nach Westen ab. Danach verläuft er nur noch entlang des Fritz-Reuter-Walls, bis er nach Nordwesten fließt und mündet.
Die Warne Mühlenarm wird durch die Stadt geleitet. Dieser Strang verläuft etwa 30–50 Meter westlich der Warne Stadtgraben, bis sie ab der Kalandstraße nach Westen verläuft. Früher bog der Strang am Marktplatz ab und passierte mehrere Mühlen. Heute speist sie den zentralen Marktbrunnen und einen offen gestalteten Abschnitt entlang der Marktstrasse.